# The Friday Move
The Friday Move is een wekelijks radioprogramma op BNR Nieuwsradio met presentator Wilfred Genee. 
Het programma is live en komt iedere week vanaf een andere locatie in het land. Een regelmatig terugkerende locatie is de SkyLounge in het DoubleTree by Hilton Hotel in Amsterdam. Soms woont een aantal toeschouwers de uitzending bij.
Het is opgebouwd uit interviews met gasten die in de loop van de week een belangrijke rol hebben gespeeld in de actualiteit. Iedere week schuift ook een bekende Nederlander aan als co-host.

## Programma-onderdelen
- Politiekblok. Update van BNR's politieke verslaggevers (afwisselend Leendert Beekman en Mats Akkerman) over actuele politieke thema's.
- Buitenlandblok. Buitenlandse politiek en ontwikkelingen besproken met Bernard Hammelburg.
- Newsbeat. Een muzikale samenvatting van de nieuwsweek met beats & quotes geproduceerd door DJ Thomas Robson.

## Trivia
- Art Rooijakkers en Diana Matroos vervangen los van elkaar soms presentator Wilfred Genee. Eerder vervingen Petra Grijzen, Jörgen Raymann en Paul van Liempt Wilfred Genee.
- Tijdens de eerste maanden van de coronacrisis vonden de uitzendingen plaats vanuit de BNR-studio in Amsterdam en werden de gasten telefonisch geïnterviewd.